# Farkas György (vegyész)
Farkas György (Sepsiszentgyörgy, 1941. június 18. –) erdélyi magyar kutatóvegyész, fotográfus, egyetemi oktató.

## Életpályája
Szülővárosában érettségizett 1957-ben, majd 1962-ben kutatóvegyész-diplomát szerzett a kolozsvári Babeș–Bolyai Tudományegyetemen. Az egyetem elvégzése után a moldvai Ónfalva ipartelepére került, a Borzești-i Petrokémiai Kombináthoz, és három év múlva már a kísérleti osztályon dolgozott kutatóvegyészként (1965–1969), majd főkutatóként (1969–1975). Utána a kolozsvári Bányaipari Kutató és Tervező Intézetben dolgozott. A jászvásári műegyetemen doktorált 1978-ban. 2005 és 2010 között adjunktusként tanított a Sapientia Erdélyi Magyar Tudományegyetem kolozsvári karán, majd 2012-től társult oktató ugyanott.

## Munkássága
Kutatási terület: Alifás és aromás monomer alapú, elasztomer alapú ABS és MABS típusú oltott kopolimerek szintézise; szerves kapcsoló-vegyületekkel felületkezelt, aktív töltőanyagként használt nemfémes ásványok előállítása, szerves alapú festékek, műanyagok és kozmetikumok részére; kerámiai zagyokat folyósító anyagok és kaolin szuszpenziókat flokkuláló anyagok; bányamunkák szilárdítása vegyi módszerekkel: bányajáratok, alagútépítés és alapzat erősítés; polimer-töltőanyag mikroheterogén rendszerek reológiai tanulmányozása; szerves anyag jelenlétében végzett nemfémes ásvány mikronizálás; flotációs kollektor szintézise, pegmatitos földpát számára.
Több mint 25 szabadalma van. 
Tudományos és didaktikai munkássága mellett jelentős a közéleti tevékenysége is.  
1990 előtt szabadegyetemi előadásokat tartott Kolozsváron. 
1990 után éveken keresztül vezette az Ember és Természet Kollégiumot, amelynek keretében havi rendszerességgel tartottak előadásokat a kolozsvári Györkös Mányi Albert Emlékházban.
Tevékeny tagja a kolozsvári Napoca fotóklubnak, melynek több évig elnöke is volt. Előadások tart, cikkeket ír a fotózásról, természetfotózásról, fotóversenyek zsűritagja, kiállítások szervezője, megnyitója.

### Szakcikkei (válogatás)
- Tendinţe în producţia mondială de polimeri vinilici. Materiale Plastice, nr. 3, 1969,  p. 172.
- Copolimerizarea grefată în emulsie a stirenului şi acrilonitrilului pe latex polibutadienic, cu sistem de iniţiere redox: 
  - I. Mecanismul şi cinetica grefării, influenţa concentraţiei agentului reducător. Materiale Plastice, nr. 2, 1975, p. 79
  - II. Influenţa concentraţiei de acrilonitril şi a temperaturii asupra cineticii copolimerizării grefate. Materiale Plastice., nr. 1,  1976,  p. 28.
- Copolimerizare grefată cuaternară vinilică.
  - I. Influența inițiatorului și a regulatorului de catenă la grefarea în emulsie. Materiale Plastice, nr. 3, 1982, p. 158.
  - II. Influența inițiatorului și a regulatorului de catenă la grefarea în masă.  Materiale Plastice,  nr. 1, 1984  p.13.
  - III. Compoziția și proprietățile optice ale copolimerului grefat MABS.  Materiale Plastice,  nr. 2. 1985  p.88.
- Consolidarea nisipurilor acvifere cu rășini sintetice. 
  - I. Cinetica reacției și rezistența mecanică realizată. Materiale Plastice, nr.1, 1981, p.27.
  - II. Consolidare cu rășini preformate. Materiale Plastice, nr.1, 1984, p.41.
- Comportarea bentonitelor cu adaos carbonic BENTOMIX HB şi BENTOMIX HC în amestecurile pentru formare. Metalurgia, nr. 10,  1988, p.481.
- Modification of calcite and quartz grindability by surfactants. Industrial Minerals, nr. 275 aug. 1990,  p. 47.
- Fluidizing effect of humic compounds in caolinic slurries. Interceram, Vol. 40, nr. 3, 1990, p. 175.
- A kalcit és kvarc őrölhetőségének módosítása felületaktív anyagokkal. Múzeumi Füzetek, nr. 4,  1995, p. 57.
- Kaolinszuszpenzió folyékonyságának növelése humát-származékokkal. Múzeumi Füzetek, nr.4, 1995, p. 64.
- Poliészter-kalcit keverékek reológiai vizsgálata. Múzeumi Füzetek, nr.4.  1995. p. 71.
- Műanyagok az életterünkben: ártalmasak, vagy sem? Művelődés, 2019. április, Online hozzáférés

### Fényképészeti írásai
- Gondolatok a természetfényképezésről, Művelődés, 2016. január, Online hozzáférés

- A téli fényképezés örömei és buktatói, Művelődés, 2017. február, Online hozzáférés

- A digitális fényképezőgép és az objektív beszerzése, Művelődés, 2017. április,  Online hozzáférés

- A közel- vagy makrofotózás izgalmai és fortélyai, Művelődés, 2017. július. Online hozzáférés

- Fényképezés ellenfényben, Művelődés, 2018. június. Online hozzáférés

### Könyvei
- Mócsy Ildikó, Néda Tamás, Zsigmond Andrea, Farkas György, Szigyártó Lídia, Nagy Krisztina: A belső tér szennyezői (egyetemi jegyzet), Ábel Kiadó, 2010. ISBN 9789731141145

### Fotókiállításai
- Kolozsvári Barokk Fotókiállítás, 2009. október 22. (csoportos kiállítás)[6]

- Octavian Goga Megyei Könyvtár, Kolozsvár, 2017
- Fehér galéria,  Kolozsvár, 2018, 2019, 2022
- Művészeti Múzeum, Kolozsvár, 2021
- Kónya Ádám Kultúrház, Sepsiszentgyörgy, 2022